# إصرار فعلي
الإصرار الفعلي في القانون الأمريكي هو حالة مطلوبة لإثبات التشهير بموظفين حكوميين أو شخصيات عامة، ويعرّف على أنه «معرفة أن المعلومات كانت خاطئة» أو أنها نشرت «مع الاستهتار بالتحقق مما إذا كانت خاطئة أو لا.» ولا يشمل هذا الاستهتار مجرد إهمال المعايير المهنية التالية للتأكد من الحقيقة. ولا بد أن يحصل لدى عقل الناشر شك حقيقي في مدى صحة المعلومات التي يقدمها. ويوجد هذا التعريف في الولايات المتحدة فقط، وقد نشأ عن قضية مؤسسة نيويورك تايمز ضد سوليفان (New York Times Co. v. Sullivan) الشهيرة عام 1964، التي حكم فيها بضرورة إثبات الموظفين الحكوميين وقوع إصرار فعلي حتى يحصلوا على تعويض عن الأضرار التي لحقت بهم من التشهير.
لم يبتكر هذا المصطلح حديثًا من أجل قضية بورجوس، ولكنه كان موجودًا في قانون الإدعاء الحالي. وفي العديد من الولايات القضائية، لا بد من إثبات «الإصرار الفعلي» للحكم بتعويضات مادية أو بعقوبات مرتفعة أخرى. ونظرًا لصعوبة إثبات نوايا الكاتب السيئة، فقد كان إثبات تعمد الكاتب لنشر معلومات خاطئة مقبولاً بشكل عام كدليل على إصراره، هذا بافتراض أن الشخص الحاقد هو من سينشر عمدًا معلومات خاطئة. وفي قضية سوليفان، أقرت المحكمة العليا بهذا المصطلح وأضفت عليه أهمية دستورية، وقامت بتعريفه في نفس الوقت من حيث الإثبات الذي كان معتادًا سابقًا. (See Lewis, Anthony (1991). Make No Law: The Sullivan Case and the First Amendment)
يختلف الإصرار الفعلي عن الإصرار في القانون العام الذي يشير إلى الكيد أو سوء النية. وربما يختلف أيضًا عن «الإصرار الفعلي» كما يتم تعريفه في قانون التشهير الخاص بالولاية، مثلما تم تأكيده في قضية كارول بيرنت ضد مؤسسة ناشيونال إنكويرر (Carol Burnett v. National Enquirer, Inc.) (1983). انظر أيضًا قضية هيربرت ضد لاندو (1979) 441 U.S. 153 (1979)441 U.S. 153 fn 12؛ «يمكن إثبات وجود الإصرار الفعلي بطرق شتى. بشكل عام، يمكن أن يسند إليه أي دليل مقبول، سواء كان مباشرًا أو ظرفيًا، كما يمكن الكشف عن كافة الظروف ذات الصلة المحيطة بالعملية، بشرط ألا تكون بعيدة جدًا، وتضم التهديدات السابقة أو اللاحقة بعمليات التشهير والشهادات التالية للمدعى عليه والظروف التي تدل على وجود تنافس أو سوء نية أو عداء بين الطرفين المتخاصمين والحقائق التي تميل إلى إظهار الاستهتار بحقوق المدعي...»